# آرسنیک و تور کهنه
آرسنیک و تور کهنه (به انگلیسی: Arsenic and Old Lace) فیلم کمدی سیاه آمریکایی به کارگردانی فرانک کاپرا، نویسندگی جولیوس جی. اپستاین و فیلیپ جی. اپستاین و تهیه‌کنندگی فرانک کاپرا و جک ال. وارنر ساخته سال ۱۹۴۴ میلادی است.

## بازیگران
- کری گرانت
- پریسیلا لین
- جوزفین هال
- جین ادایر
- ریموند مسی
- پیتر لوره
- جان الکساندر
- جک کارسون
- جان ریجلی
- ادوارد مک‌نامارا
- جیمز گلیسون
- ادوارد اورت هارتون
- چستر کلوت
- وان گلیزر
- ریموند والبرن
- گرانت میچل[۱]